# Нененене, Алдона Юозовна
Алдо́на Юозовна Нененене (лит. Aldona Nenėnienė, урождённая Чесайтите, лит. Česaitytė; 13 октября 1949, Даугирдай — 3 апреля 1999, Каунас) — советская гандболистка, заслуженный мастер спорта СССР (1976).
Выступала за каунасский «Жальгирис». В сборной СССР с 1974 года. Олимпийская чемпионка 1976 и 1980 годов. Серебряная призёрка чемпионата мира 1978. Выпускница Литовского государственного института физической культуры. Награждена медалью «За трудовое отличие».